# Złamanie zgięciowe
Złamanie zgięciowe, mniej poprawnie złamanie fleksyjne – w traumatologii narządu ruchu jeden z typów złamania kości.
Mechanizm złamania zgięciowego powoduje powstanie szczeliny złamania i przemieszczenie odłamów odpowiadające ruchowi zgięcia. Pojęcie to zwykle jest używane w odniesieniu do złamań dalszej części kości ramiennej (tzw. złamania nadkłykciowe), głównie u dzieci – w odróżnieniu od złamań wyprostnych powstają w wyniku urazu bezpośredniego lub upadku na kończynę zgiętą w łokciu, zdarzają się stosunkowo rzadko (2% złamań nadkłykciowych).